# Галето (Торино)
Галето је насеље у Италији у округу Торино, региону Пијемонт.
Према процени из 2011. у насељу је живело 179 становника. Насеље се налази на надморској висини од 367 м.